# Drăcșenei (gmina)
Drăcșenei – gmina w Rumunii, w okręgu Teleorman. Obejmuje miejscowości Drăcșani, Drăcșenei, Odobeasca i Satul Vechi. W 2011 roku liczyła 1791 mieszkańców. 